# Trianectes bucephalus
Trianectes bucephalus är en fiskart som beskrevs av Mcculloch och Waite, 1918. Trianectes bucephalus ingår i släktet Trianectes och familjen Tripterygiidae. Inga underarter finns listade i Catalogue of Life.